# Jan de Vries (atleta)
Jan Cornelis de Vries (Zwolle, 2 marzo 1896 – L'Aia, 19 aprile 1939) è stato un velocista e calciatore olandese, di ruolo centrocampista.

## Biografia

### Atleta
Partecipò sia ai Giochi olimpici di Anversa (nei 100 metri piani e nella staffetta 4×100 metri) sia a quelli di Parigi (nei 200 metri piani e nella staffetta 4×100 metri). Nella staffetta 4×100 m del 1924 vinse la medaglia di bronzo.

### Calciatore
Venne convocato dalla nazionale olandese che prese parte ai Giochi olimpici di Anversa, nel corso del torneo non disputò tuttavia alcuna partita.

## Palmarès

### Atletica leggera
| Anno | Manifestazione  | Sede    | Evento      | Risultato | Prestazione | Note |
| ---- | --------------- | ------- | ----------- | --------- | ----------- | ---- |
| 1920 | Giochi olimpici | Anversa | 100 metri   | Batteria  | n/d         |      |
| 1920 | Giochi olimpici | Anversa | 4×100 metri | Batteria  | 43"5        |      |
| 1924 | Giochi olimpici | Parigi  | 200 metri   | Batteria  | 23"2        |      |
| 1924 | Giochi olimpici | Parigi  | 4×100 metri | Bronzo    | 41"8        |      |

### Calcio

#### Nazionale
- Bronzo olimpico: 1

Anversa 1920